# دينيس نافارو
دينيس نافارو هو سائق سباق برازيلي، ولد في 16 مارس 1987 في ساو باولو في البرازيل.

## وصلات خارجية
- الموقع الرسمي